# One (chaîne de télévision)

Ancien logo de la chaîne 2011-2015

Pour les articles homonymes, voir One.
One est une chaîne de télévision canadienne spécialisée de catégorie A appartenant à ZoomerMedia. Elle offre des émissions de style de vie et de divertissement sur le yoga, la méditation, la forme, la perte de poids, les relations interpersonnelles, la médecine non conventionnelle, la nutrition, et autres sujets connexes.

## Histoire
Un consortium composé de S-VOX (propriétaire de VisionTV) (65,1 %), Radio Nord Communications (15 %) et Wisdom Media Group Inc. (19,9 %) a obtenu en 2000 une licence de diffusion de catégorie 1 pour le service Wisdom : Canada’s Body, Mind & Spirit Channel. Peu avant le lancement, les parts de Wisdom Media Group ont été achetées par Alliance Atlantis et une restructuration leur attribuait 37,77 % des parts. La chaîne a été lancé le 7 septembre 2001 sous le nom de One: the body, mind & spirit channel.
Le 18 janvier 2008, Canwest a fait l'acquisition d'Alliance Atlantis, transférant les parts minoritaires.
Au mois de juin 2009, S-VOX annonce la vente de ses effectifs en télédiffusion, incluant cette chaîne, à ZoomerMedia, une compagnie contrôlée par Moses Znaimer. La transaction a été approuvée en mars 2010.
Le 27 octobre 2010, Shaw Communications fait l'acquisition de Canwest, transférant les parts minoritaires de 37,77 %. Par contre au mois de mars 2011, Shaw et les autres actionnaires ont vendu leurs parts à ZoomerMedia, qui contrôle la chaîne à 100 %.
Le 1er mai 2011, la chaîne se dote d'un nouveau logo, d'un nouveau nom et d'une présentation en ondes, et de nouveau en novembre 2015. Une version haute définition est lancée en mars 2017.